# Diasclera bicolor
Diasclera bicolor là một loài bọ cánh cứng trong họ Oedemeridae. Loài này được Horn miêu tả khoa học năm 1870.